# Habitatge al carrer Sant Josep, 39 (Viladecans)
L'Habitatge al carrer Sant Josep, 39 és una obra del municipi de Viladecans (Baix Llobregat) inclosa en l'Inventari del Patrimoni Arquitectònic de Catalunya.

## Descripció
Es tracta d'una casa emplaçada en una cantonada, amb planta baixa, pis i terrat. Té planta rectangular i les façanes presenten poques obertures. El més interessant és el terrat, per algun dels elements distribuïts per la façana: un fris vegetal esgrafiat, a base de flors i fulles, i un cap esculpit en mig relleu damunt la data 1888, emplaçat sota la mènsula del balcó.

## Història
Si 1888 és la data de construcció d'aquesta casa, és una de les poques conservades a Viladecans d'aquest moment.